# Чулуут (Архангай)
Чулуут (монг. Чулуут — Каменистый) — сомон аймака Архангай, Монголия.
Центр сомона — Жаргалант. Он находится в 127 километрах от административного центра аймака — города Цэцэрлэг и в 580 километрах от столицы страны — Улан-Батора.

## География
На территории сомона возвышаются хребты Хангая (3600 метров), горы Хайрхан (3388), Эг, Хурэмт, Харлагтайн Сарьдаг (3540), Цогтсумбэр, Жаргалант, Гичгэнэ и другие. Протекают реки Чулуут и Хануй, а также их притоки, есть много мелких озёр, горячие и холодные минеральные источники. Водятся волки, лисы, манулы, кабаны, косули, аргали, дикие козы, зайцы, тарбаганы.
Климат резко континентальный. Средняя температура января -20°C, июня +12-16°C, ежегодная норма осадков 300-450 мм.
Имеются запасы железной руды, свинца, золота, драгоценных камней, строительного сырья.

## Известные уроженцы
- Базарын Ширендыб (1912—2001) — историк, академик, основатель Монгольского государственного университета.